# Hana Militká
Hana Militká (* 24. května 1950 Svobodné Dvory) je česká herečka, spisovatelka a odsouzená spolupracovnice StB.

## Život
Nejstarší sestra Milada Šedivá se stala učitelkou. Nyní se věnuje psaní knih. Jako druhé dítě se narodil bratr Jan a nejmladší je Jiří.
V roce 1973 vystudovala činoherní herectví na Janáčkově akademii múzických umění v Brně. Po zakončení studií byla v letech 1974–1975 členkou Divadla na provázku. Po skončení angažmá na této scéně hostovala do roku 1981, pak odešla do Prahy. Objevila se v několika filmech a televizních seriálech. Jejími nejznámější režiséry byli Juraj Herz, spolupracovala na filmu Zastihla mě noc, Wolfgang, následovaly filmy Perinbaba, Frankensteinova teta Juraje Jakubiska, Lev s bílou hřívou Jaromila Jireše, kromě jiných i film Kolja režiséra Jana Svěráka. Pro švýcarskou televizi ztvárnila roli Mileny Jesenské ve filmu Kdo byl Kafka. S Jaroslavem Soukupem se pracovně setkala na seriálu Policie Modrava.
Třicet jedna let hostovala v Národním divadle.
16. září 1975 podepsala závazek, že bude pomáhat Státní bezpečnosti proti nepřátelům socialismu v oblasti kultury. Působila celkem 13 let dobrovolně a za odměnu jako agentka Milada.
Militká donášela StB informace o politickém vězni Pavlu Janském a zprostředkovaně o Ludvíku Vaculíkovi a Pavlu Tigridovi. O Pavlu Janském podala v letech 1979-1982 27 zpráv. Díky ní věděla StB o schůzkách Pavla Janského s Olgou Havlovou nebo Evou Kantůrkovou. StB se nejprve pokoušela přinutit Janského k emigraci a nakonec ho zkompromitovala výslechy na veřejnosti. Roku 2025 jí byl za pomoc ke zneužití pravomoci úřední osoby uložen podmíněný trest 15 měsíců s odkladem na rok a půl.

## Dílo

### Knihy v tištěné podobě (2010 - 2019)
- 2010 – Kronika rodu Hudousků a jejich potomků – jen pro soukromé účely
- 2013 – Povídky z povětří, předmluvu k povídkám napsal herec Miroslav Donutil
- 2015 – Záhadný šepot, předmluvu vytvořil herec Pavel Zedníček
- 2016 – Pronikavý smích, předmluvu napsal herec Václav Postránecký
- 2017 – Vražedný lov, předmluvu vytvořila herečka Martina Preissová
- 2018 – Velké případy kpt. Černé 1 – Čas nedoběhneš, předmluvu vytvořila MUDr. Jana Nekolová, PhD.
- 2018 – Velké případy kpt. Černé 2 – Nemilosrdná vášeň, předmluvu vytvořil Ing. Petr Militký
- 2019 – MONIQUE s.r.o. 1 – Záhadné úmrtí, předmluvu vytvořil umělecký fotograf Bohuslav Hybrant

### Knihy v elektronické podobě
vydal Martin Koláček v nakladatelství E-knihy jedou (2016–2019)
- 2016 - Povídky z povětří - předmluvu vytvořil herec Miroslav Donutil
- 2016 - Vilma - předmluvu vytvořil Ing. Jiří Tuček
- 2016 - Sára - předmluvu vytvořila Milada Šedivá
- 2016 - Jiří - předmluvu vytvořil Jiří Militký
- 2016 - 2018 - Kapitán Bartoš zasahuje 1–5 - předmluvu v 1. díle vytvořil Pavel Červinka
- 2017 - 13 povídek pro Klub knihomolů 1 – předmluvu vytvořila Simona Michálková
- 2017 - 13 povídek pro Klub knihomolů 2 – předmluvu vytvořila Alena Badinová
- 2018 - Velké případy kpt. Černé 1 – předmluvu vytvořila MUDr. Jana Nekolová, PhD.
- 2018 - Velké případy kpt. Černé 2 – předmluvu vytvořil Ing. Petr Militký
- 2018 - Případy kpt. Váchala 1 – Vzrušený šepot – předmluvu vytvořil herec Pavel Zedníček
- 2018 - I blázni chtějí žít I – předmluvu vytvořil režisér a spisovatel Jiří Halberštát
- 2018 – Případy kpt. Váchala 2 – Pronikavý smích – předmluvu vytvořil herec Václav Postránecký
- 2018 - I blázni chtějí žít II – předmluvu vytvořila Květina Halberštátová
- 2018 – Případy kpt. Váchala 3 – Vražedný lov – předmluvu vytvořila herečka Martina Preissová
- 2018 – 13 povídek pro Klub knihomolů 3 – předmluvu vytvořila Pavla Gerlingerová
- 2018 – Dívka s mašlí
- 2018 – Případy kpt. Váchala 4 – Travička zelená – předmluvu vytvořil režisér a spisovatel Jiří Halberštát
- 2018 – Ze Sýrie do Číny – předmluvu vytvořil Jiří Militký
- 2019 – Kytička veršů
- 2019 – MONIQUE s.r.o. 1 – Záhadné úmrtí – předmluvu vytvořil umělecký fotograf Bohuslav Hybrant
- 2019 – Vášeň a nevinnost – poetická sbírka kreseb s příběhem – předmluvu vytvořil Pavel Červinka
- 2019 – MONIQUE s.r.o. 2 – Smrtelné nebezpečí – foto Bohuslav Hybrant, předmluvu vytvořila Ing. Jana Jemalová
- 2019 – Povídky z povětří – 2. vydání s původními kresbami – předmluvu vytvořil Miroslav Donutil
- 2019 - MONIQUE & LUCY s.r.o. 3 - Nečekané dědictví - foto Bohuslav Hybrant, předmluvu vytvořila Milada Šedivá
- 2019 - Velké případy kpt. Černé 3 - Dáma s růží, předmluvu vytvořil Jiří Militký
- 2019 - MONIQUE & LUCY s.r.o. 4 - Nezačínej zas! - foto Bohuslav Hybrant, předmluvu vytvořila Nikol Nejedlíková
- 2019 - Případy kpt. Váchala 5 - Vášnivá posedlost, předmluvu vytvořil MgA. Ivo Hyrš
- 2019 - MONIQUE & LUCY s.r.o. 5 - Touha - foto Bohuslav Hybrant, předmluvu vytvořil Pavel Červinka
- 2020 - 13 povídek pro Klub knihomolů 4, foto Bohuslav Hybrant, předmluvu vytvořila Háta Píše
- 2020 - MONIQUE & LUCY s.r.o. 6 - Vysoká hra - předmluvu vytvořil Jiří Halberštát

Jako výraz díků věnovala autorka svému uměleckému poradci, pedagogovi, režisérovi a spisovateli Jiřímu Halberštátovi, který jí zasvětil do tajů literární tvorby, povídku Jak se píše kniha, uveřejněnou v elektronickém magazínu Klub knihomolů dne 15. 11. 2016 a vydanou v prvním díle série 13 povídek pro Klub knihomolů.